# Ovophis zayuensis
Ovophis zayuensis là một loài rắn trong họ Rắn lục. Loài này được Jiang mô tả khoa học đầu tiên năm 1977.